# Turismo em El Salvador

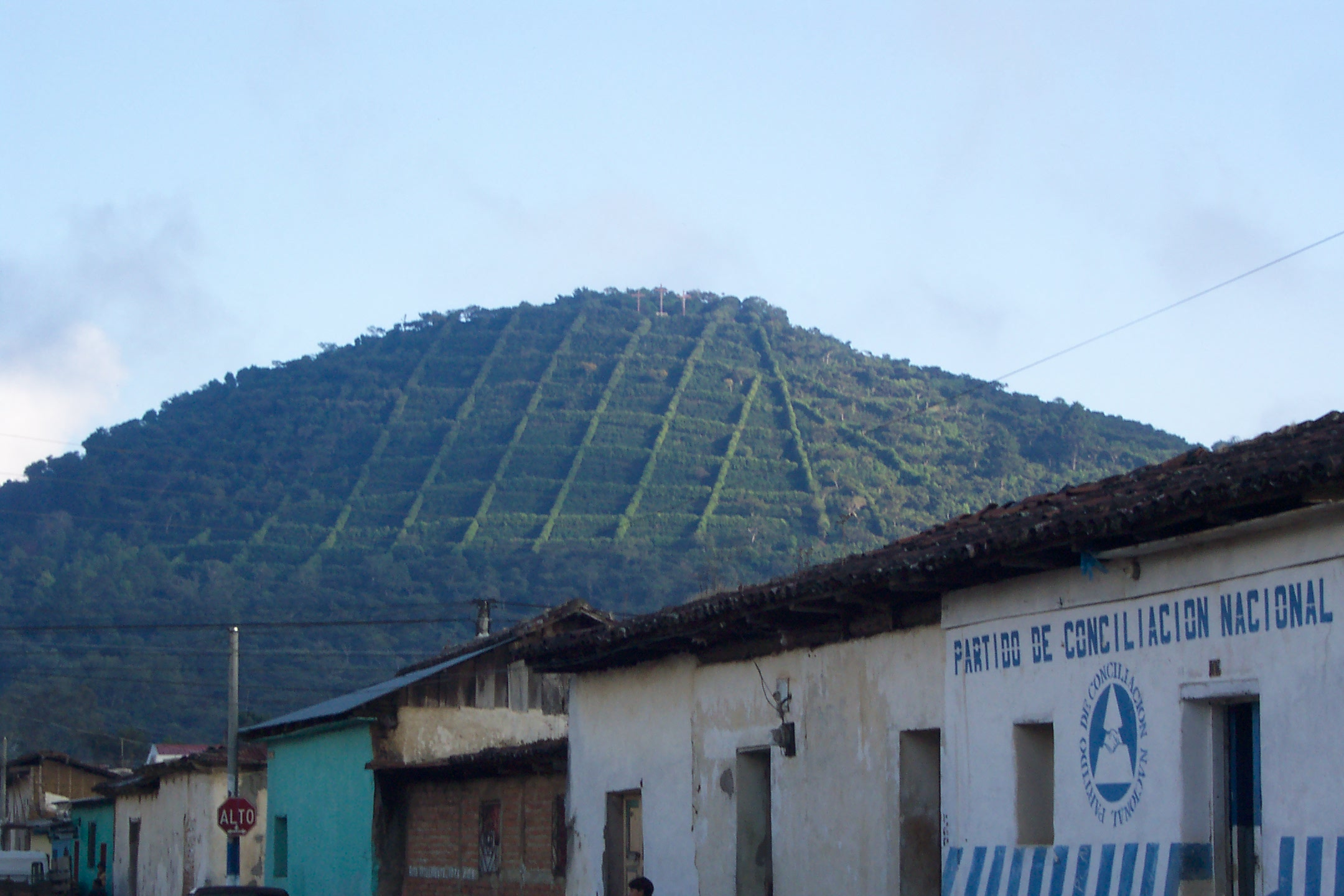
Cerro de Apaneca.

O turismo constitui um dos maiores recursos para o desenvolvimento econômico de El Salvador. Aos excelentes atrativos naturais que possui o país, com praias paradisíacas, um clima tropical benigno e paisagens exuberantes, se unem a um importante patrimônio arqueológico e ecológico, com vestígios coloniais e pré-colombianos, além de reservas nacionais.
No entanto, nas últimas décadas, a biodiversidade e o equilíbrio ecológico do país tem sofrido o duro impacto do urbanismo, a contaminação e a poluição; a crescente concentração da população nas áreas urbanas tem levado a um maior aglutinamento da população principalmente na região Sul - ocidente do país (especialmente na região metropolitana de San Salvador). Estas zonas constituem um ecossistema frágil, já que nelas se canalizam e se alimentam os aqüíferos do corredor sul do país, limitando a capacidade de abastecimento de água a partir das fontes subterrâneas.
As causas principais da contaminação e poluição ambiental em El Salvador são fundamentalmente o transporte, a indústria, a queima de campos e a incineração de resíduos sólidos (aproximadamente a metade do lixo gerada na região metropolitana de San Salvador não se recicla). A isto há que adicionar que uma grande maioria dos lugares utiliza lenha para cozinhar.
Com todo, El Salvador, todavia conta com um grande número de espécies animais e vegetais respeito a outros países de seu entorno. No entanto, o país não pode relaxar-se na tarefa de recuperação e conservação das últimas áreas naturais, e projetar criar, em cooperação com os países da região, um corredor biológico que permita manter populações estáveis das espécies em perigo de extinção.
El Salvador apresenta, além de tudo, um potencial de exceção no âmbito do turismo cultural, com mais de 2,000 lugares arqueológicos reconhecidos, mostras das culturas maia e olmeca, principalmente. Destacam por sua importância os restos arqueológicos das Pirâmides de San Andrés, Joya de Cerén, Cihuatán, Quelepa, Tazumal e Tehuacán.
Se bem, o turismo é uma atividade que se explorou pouco durante as últimas duas décadas devido a instabilidade política dos tempos de guerra civil, logo dos Acordos de Paz, firmados em 1992, foram novas expectativas, ainda que seu desenvolvimento marchou a passo lento devido a falta de infraestrutura nas zonas rurais do país e a que o governo de turno estabeleceu outras prioridades em sua política econômica, como a maquila.
Uma qualidade do território é que a extensão é pequena. A El Salvador se lhe conhece como "O país dos 40 minutos", devido que desde a capital se acessa nesse tempo a distintos lugares turísticos: praias ao longo do sul do território, montanhas localizadas ao ocidente norte e aos povoados do interior.
Como em todos os povos do mundo El Salvador destaca a personalidade dos salvadorenhos, tem qualidade humana, já que se entregam por completo para favor a seus visitantes.

## Volume do turismo
Em 1994, os 181 mil turistas deixaram ao país 28,8 milhões de dólares. Três anos depois se criou um ente reitor especializado, denominado Corporação Salvadorenha de Turismo (Corsatur), esse ano ingressaram 387 mil visitantes e 74.7 milhões de dólares. 
Desde esse momento o turismo tem registrado um crescimento significativo com respeito aos anos anteriores. Em 2004, a atividade injetou US$424.7 milhões na economia. Foi criado o Ministério do Turismo para dirigir a política de desenvolvimento do setor. Para favorecer o impulso de esta atividade, durante 2005 se tem elaborou a Lei de Turismo, que oferece incentivos fiscais aos novos investimentos no ramo.
Em 2008, visitaram o país cerca de 1.8 milhões de turistas, que deixaram na economia ao redor de $720 milhões, segundo cifras do Ministério do Turismo. 
O crescimento não tem estado baseado na atração do turismo de férias, senão mais bem no de negócios e de salvadorenhos residentes nos Estados Unidos que regressam a seu país.
Apesar dos avanços, na América Central o país é um dos que marcham para cabeça de outros destinos consolidados, como Costa Rica e Guatemala.
A falta de promoção no exterior e de infraestrutura adequada para acolher ao turismo internacional são alguns dos problemas mais citados. Os pontos a favor são a melhora substancial da infraestrutura de rodovias, a remodelação do Aeroporto Internacional de El Salvador, em Comalapa.

## Monumentos Históricos

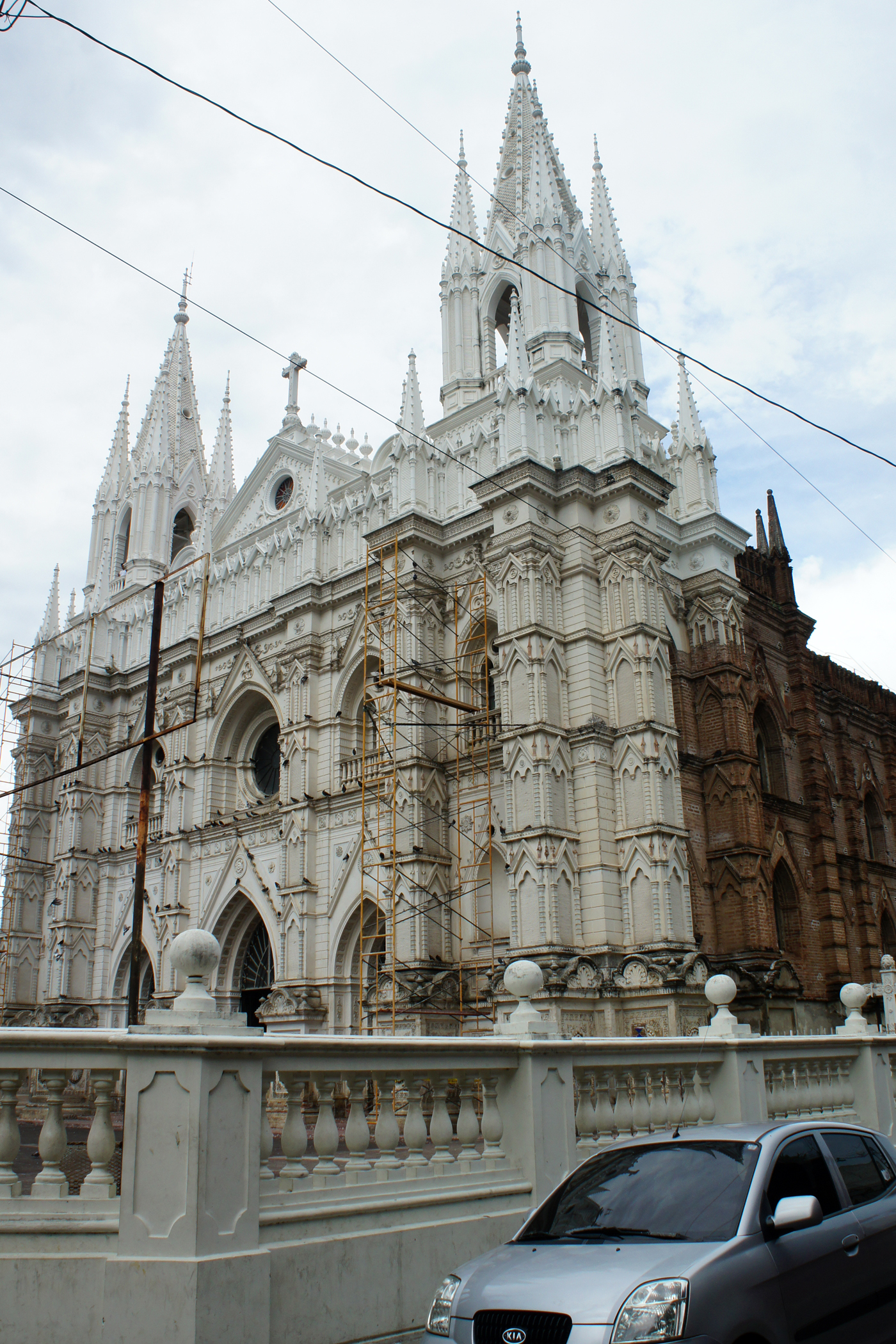
Catedral de Santa Ana, El Salvador.

### Palácio Nacional
Em tempos do governo do capitão general Gerardo Barrios surgiu a ideia de um Palácio Nacional, cuja construção se realizou de 1866 a 1870, a cargo de Don Idelfonso Marín e de José Dolores Melara; no entanto, em 19 de novembro de 1889 um incêndio o reduziu a escombros.
O Palácio atual foi desenhado pelo engenheiro José Emilio Alcaine e construído de 1905 a 1911 sob a direção de Don José María Peralta Lagos; como mestre de obra Don Pascasio González e os materiais de construção foram importados de Alemanha, Bélgica, Itália e outros países.
Em 13 de dezembro de 1974, por decreto legislativo 165, foi declarado monumento nacional o Salão Azul e os salões adjacentes e em 10 de julho de 1980, a Junta Revolucionária do Governo, mediante o decreto N° 116, declara ao Palácio Nacional como “Monumento Nacional”. Este tem quatro salões principais nas cores rojo, azul, amarelo, rosado, e 101 salões secundários.

### Os Monumentos de Cristovão Colombo e a Rainha Isabel a Católica
Ambos os monumentos estão localizados a lados da entrada do portão principal do Palácio Nacional, sobre a Avenida Cuscatlán. Foram inauguradas em 12 de outubro de 1924 ao celebrar-se o 432º aniversario do descobrimento de América. Ambos os monumentos foram doados ao povo salvadorenho pelo Rei da Espanha, Alfonso XIII e entregados oficialmente ao Governo de El Salvador, durante a administração do presidente Dr. Alfonso Quiñónez Molina.

### Casa das Academias
A antiga Casa Dueñas, propriedade da família Dueñas, esteve desocupada durante anos. Depois, entre 1930 e 1933, foi arrendada pela Legação da República Mexicana (nessa época não eram Embaixadas). De 1935 a 1957 a Legação dos Estados Unidos alugou a casa para residência dos ministros plenipotenciários. E viveram ali seis representantes diplomáticos estadunidenses, com hóspedes ocasionais como os ex-presidentes Richard Nixon e Lindón B. Jonson, assim como o senador Robert Kennedy e os artistas do cinema Clark Gable e Tony Curtis.

## Praias
El Salvador também brinda uma oferta de sol e praia. Uma das mais visitadas pelos turistas é a de La Libertad, na zona central do país. Há praias muito visitadas e também uma grande variedade de Hotéis e Restaurantes.
As praias como El Tunco ou El Sunzal são ideais para praticar o Surfe. Muitos europeus e estadunidenses têm ficado fascinados pelas orlas salvadorenhas, catalogadas entre as melhores do mundo para surfar.
Nas praias salvadorenhas também se pode pescar, fazer surf, o simplesmente tomar o sol. Toda a costa do país possui charmosas praias, desde Ahuachapan até La Unión. Cada uma é especial, por sua gente, suas águas e a beleza de seus entardeceres.
A oferta de hotéis se encontra ainda em desenvolvimento, mas durante 2005 se tem dado vários investimentos no ramo de resorts de praia. Casa de Mar, em El Sunzal; Pacific Sunrise, em La Libertad; Las Hojas, na praia Las Hojas; Club Joya del Pacífico, na Costa do Sol já estão em operações. 
A cadeia hoteleira internacional Royal Decameron inaugurou um moderno e gigantesco projeto de hotel na Praia Salinitas, o qual opera com o conceito de Todo incluído. Assim mesmo, investidores locais estão planejando desenvolver mais a Costa do Sol e a Baía de Jiquilisco. Este último site, localizado em Usulután, é um dos atrativos mais paradisíacos no país por sua diversidade natural.

## Aspectos ecológicos
No embargo, nas últimas décadas, a biodiversidade e o equilíbrio ecológico do país tem sofrido o duro impacto do urbanismo, a contaminação e a poluição; a crescente concentração da população nas áreas urbanas ha levado a um maior aglutinamento da população nas regiões Sul e Sul - ocidental do país (especialmente na Região metropolitana de San Salvador). Estas zonas constituem um ecossistema frágil, já que nelas se canalizam e se alimentam os aqüíferos do corredor sul do país, limitando a capacidade de abastecimento de água a partir das fontes subterrâneas.
As causas principais da contaminação e poluição ambiental em El Salvador são fundamentalmente o transporte, a indústria, a queima de campos e a incineração de resíduos sólidos (aproximadamente a metade do lixo gerada na região metropolitana de San Salvador não se recicla). A isto há que adicionado que uma grande maioria dos lugares utiliza lenha para cozinhar.
Com todo, El Salvador, todavia conta com um grande número de espécies animais e vegetais respeito a outros países de seu entorno. No entanto, o país não pode relaxar-se na tarefa de recuperação e conservação das últimas áreas naturais, e projetar criar, em cooperação com os países da região, um corredor biológico que permita manter populações estáveis das espécies em perigo de extinção.

## Turismo Ecológico

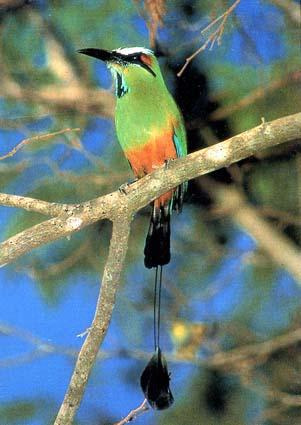
Torogoz, ave nacional de El Salvador.

El Salvador apresenta uma oferta de parques nacionais de grande importância, tanto por sua quantidade como por sua singularidade. As áreas ecológicas más importantes são, entre outras:
- A Reserva Nacional Bosque El Imposible
- O Parque Nacional Cerro Verde
- O Parque Nacional de Montecristo
- O Parque Nacional Vulcão de Conchagua
- O Parque Walter T. Deininger
- A Laguna El Jocotal
- O Bosque de San Diego
- O Bosque de Nancuchiname

O Bosque El Imposible se encontra situado ao sul do departamento de Ahuachapán, sobre a cordilheira de Apaneca, e cobre uma superfície de 3,130ha. Apresenta um difícil acesso, ao que deve seu nome, e oferece refugio a grande número de espécies animais (insetos, aves, mamíferos e repteis) e vegetais, incluídos o Sete Camisas vermelhas (Guapira Witsbereri) e o Amarante Silvestre (Parathesis Congesta), duas espécies arbóreas desconhecidas pela ciência até pouco tempo.

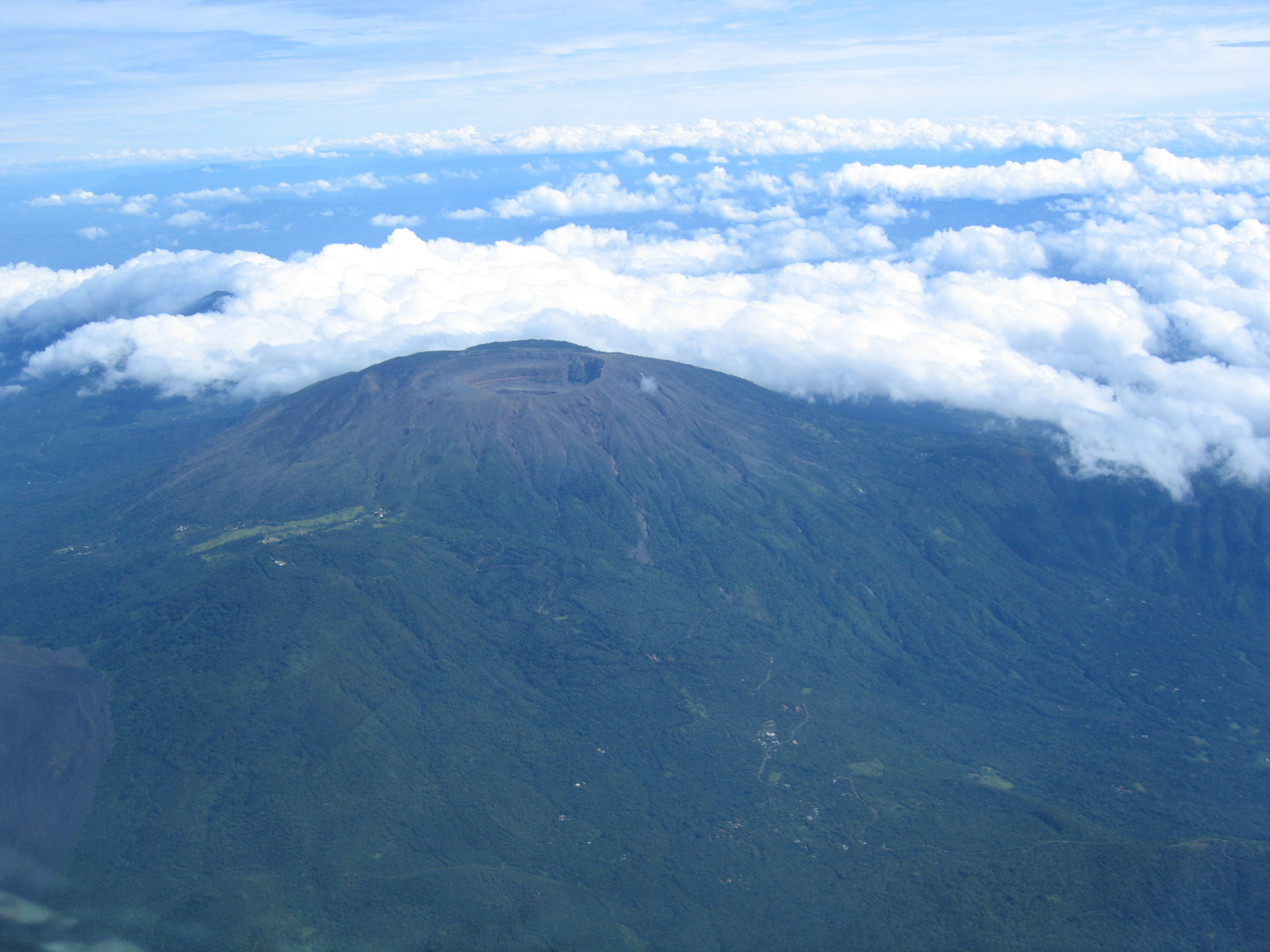
Vulcão de Santa Ana.

Desde o Parque Nacional Cerro Verde, situado no departamento de Santa Ana, se pode observar uma impressionante panorâmica do vulcão Izalco, do vulcão de Santa Ana e do lago de Coatepeque. Nesta área encontram refúgio mais de 127 espécies de aves, além de outros animais.
O Parque Nacional de Montecristo, situado ao Norte do departamento de Santa Ana, compreende um dos últimos bosques nebulosos de El Salvador, formado por carvalhos, pinheiros e ciprestes, onde encontram seu hábitat bugios, musaranhos negros, tamanduás, veados de gola branca e pumas.
Outro excepcional refúgio faunístico o constitui o Parque Walter T. Deininger, onde a proibição da caça tem favorecido a população de coiotes, veados, tucanos e iguanas. As aves aquáticas como os patos arbóreos, a galinha de bico vermelho o os charancuacos encontram na Laguna El Jocotal um hábitat inigualável.
O Trifinio é um dos grandes bosques, que comparte sua extensão com a Guatemala e Honduras - rios, e sobre tudo, seus povos, nos que muito da cultura salvadorenha, todavia está presente e se vive dia a dia.

## Sítios arqueológicos
El Salvador apresenta, além de tudo, um potencial de exceção no âmbito do turismo cultural, com mais de 2,000 lugares arqueológicos reconhecidos, mostras das culturas maia e olmeca, principalmente. Destacam por sua importância os restos arqueológicos das Pirâmides de San Andrés, Joya de Cerén, Cihuatán, Quelepa, Tazumal e Tehuacán.
O Tazumal está localizado em Chalchuapa departamento de Santa Ana onde foi construído por uma cultura, todavia não definida já que compartilha elementos Mayoides do planalto guatemalteco e do vale de Copán no período Clássico Médio (ao redor de 260). Fez-se muitas modificações através dos séculos ao final chegou a ser um lugar esplêndido que mostra a grande cultura de El Salvador. O Tazumal seguiu sendo independente depois da queda de Copán e da chegada dos pipiles.

## Rotas turísticas
O Ministério de Turismo de El Salvador, tem estabelecido 8 rotas turísticas. A última rota estabelecida foi a "Rota dos vulcões", a qual foi criada no ano 2009.
As 8 Rotas Turísticas são as seguintes:
- Rota Arqueológica

Joya de Cerén, San Andrés, Santa Ana, Chalchuapa, Tazumal, Casa Blanca.
- Rota Artesanal

Ilobasco, Suchitoto, San Sebastián, Cihuatán, Colima, La Palma, San Ignacio, El Pital, Las Pilas, Miramundo, Citalá, Iglesia del Pilar.
- Rota de La Paz

Perquín, Cacaopera, Arambala, Corinto,San Fernando.
- Rota das Mil Cúpulas

Bosque de Chaguantique, Bahía de  Jiquilisco, Volcán de Tecapa y Laguna de Alegría, Berlín, Alegría.  
- Rota Rural e Cultural

Concepción de Ataco, Nahuizalco, Ilobasco, La Palma San Sebastián, Cihuatán, Joya de Cerén, San Andrés, Santa Ana, Chalchuapa, Tazumal, Casa Blanca, Iglesia Santiago Apóstol, Suchitoto, Panchimalco.
- Rota Sol e Praia

Playas de El Salvador:
- Zona Central: Praia o Palmarcito, El Sunzal, El Tunco, La Paz, San Diego, Costa do Sol e Estero de Jaltepeque, El Zonte.

- Zona Ocidental: Praia da Barra de Santiago, Metalío, Los Cóbanos,

- Zona Oriental: Baía de Jiquilisco, Praia El Espino, El Cuco, Las Flores, Las Tunas, Torola, Praias Negras, El Tamarindo e o Golfo de Fonseca.

- Rota das Flores

Salcohatitán , Nahuizalco, Juayúa, Apaneca e Concepción de Ataco.
- Rota dos Vulcões

Cerro Verde, Izalco y Santa Ana.